# ボルティモア・ブレッツ (1944-54)
ボルティモア・ブレッツ（Baltimore Bullets）は、かつてアメリカ合衆国メリーランド州ボルティモアに存在したプロバスケットボールチーム。1944年に創設され、1954年に解散した。

## 歴史
1944年に創設され、ABLに加盟。ABLに在籍した3シーズン全てで決勝に進出し、1946年には優勝している。1947年、BAAに移籍。1年目の1947-48シーズンにBAAファイナルでフィラデルフィア・ウォリアーズを破ってリーグ制覇を果たした。この時ヘッドコーチを務めたバディ・ジャネットは、選手兼任監督としてNBA制覇した2人のうちの1人である（もう1人はビル・ラッセル）。
しかし翌年以降、レギュラーシーズンで勝ち越すことはなかった。1953年にドラフト1位で指名したレイ・フェリックスは新人王に輝き、アフリカ系アメリカ人として2人目となるオールスターにも出場した。1954-55シーズン序盤、開幕から3勝11敗を記録していた1954年11月27日に解散した（この戦績はNBAの公式記録に含まれていない）。
BAA及びNBAでの戦績は、7シーズンで158勝292敗（勝率.351）、プレーオフ進出3回、優勝1回であった。
現時点で、ブレッツは解散した最後のNBAチームであり、現存しない球団で唯一優勝経験がある。
1963年から1973年まで存在した同名球団（現ワシントン・ウィザーズ）と直接の関係はない。